# Planodema flavosparsa
Planodema flavosparsa là một loài bọ cánh cứng trong họ Cerambycidae.